# Пунтаренас (футбольный клуб)
«Пунтаренас» — футбольный клуб из провинции Пунтаренас, Коста-Рика, в настоящий момент выступает в Примере.

## История
Клуб основан 30 июня 2004 года Эдуардо Веласкесом и Эдуардо Ли Санчесом на базе двух команд: «Санта-Барбара» и «Мунисипаль Пунтаренас». Уже через два года команда сумела стать вице-чемпионом страны и выиграть Клубный кубок UNCAF. В последующие годы клуб ещё дважды сумел стать призёром чемпионата Коста-Рики

## Достижения

### Национальные
- Вице-чемпион Коста-Рики (2): 2005/06, 2006/07.
- Бронзовый призёр чемпионата Коста-Рики (1): 2009 (Апертура).

### Международные
- Обладатель Клубного кубка UNCAF (1): 2006.